# احمد تانسو تاشانلار
احمد تانسو تاشانلار (انگلیسی: Ahmet Tansu Taşanlar؛ زادهٔ ۳۱ مهٔ ۱۹۸۴) بازیگر اهل ترکیه است. وی از سال ۲۰۰۸ میلادی تاکنون مشغول فعالیت بوده‌است.
از فیلم‌ها یا برنامه‌های تلویزیونی که وی در آن نقش داشته‌است می‌توان به هرجایی اشاره کرد.